# SILENT HILL: HD EDITION
『サイレントヒル HD エディション』（サイレントヒル エイチディー エディション、SILENT HILL: HD EDITION）は、2012年3月29日にコナミデジタルエンタテインメントから発売したPlayStation 3用ゲームソフト。
海外では『Silent Hill HD Collection』（サイレントヒル エイチディー コレクション）として発売された。

## 概要
『メタルギア ソリッド HD エディション』に続くHDエディションシリーズであり、「サイレントヒルシリーズ」の『サイレントヒル2 最期の詩』と『サイレントヒル3』を、HDリマスターしてカップリング収録している。
作中の音声は新たな声優陣によって再録されているが、設定で元に戻すことも可能。
様々な不具合が確認されていたが、PlayStation 3版のみ修正パッチが配信されている。